# ملك الأركان الأربعة

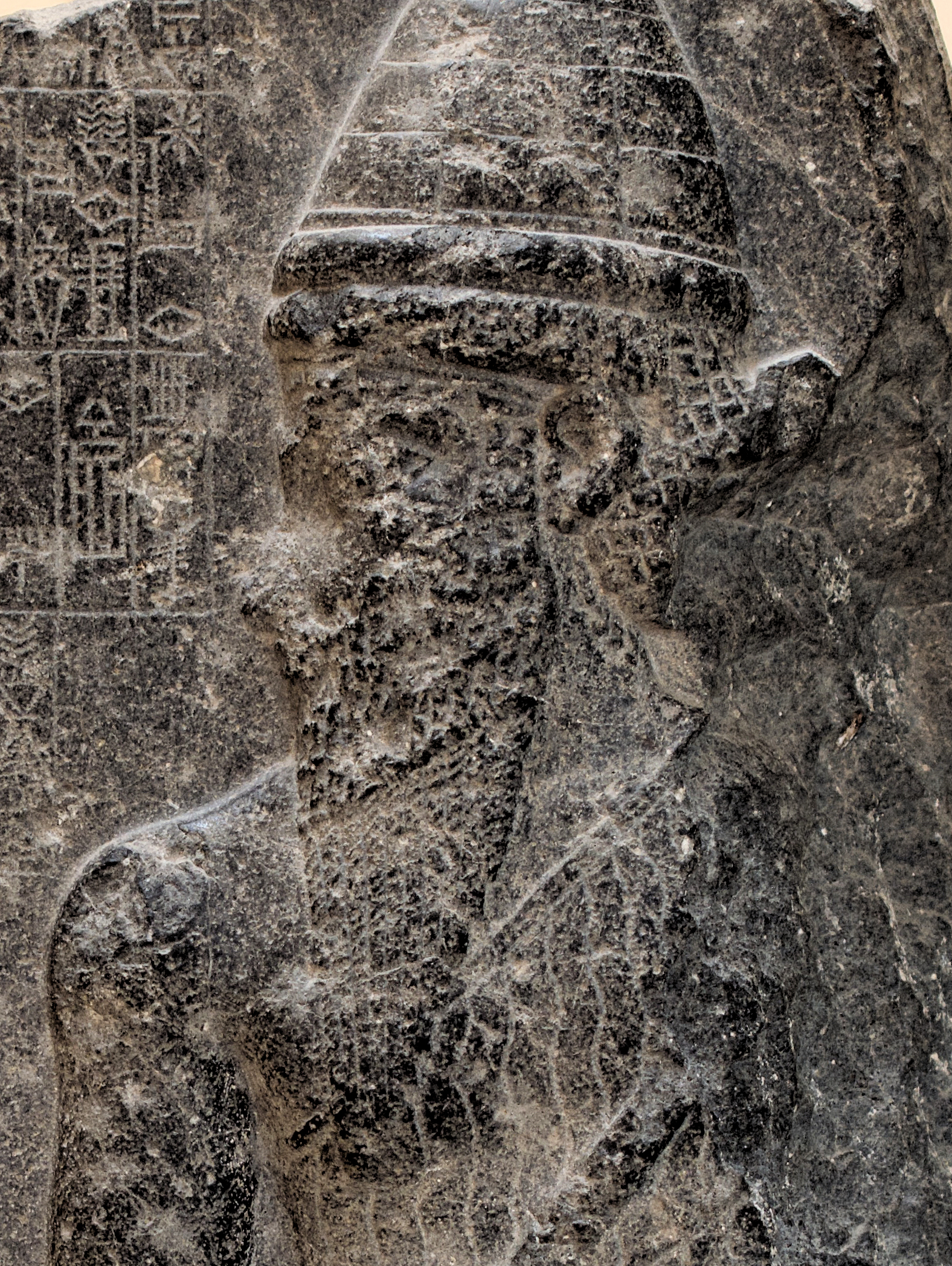
نقش بارز لصورة نارام سين الأكادي. نارام سين، الذي حكم بين عامي ٢٢٥٤ و٢٢١٨ قبل الميلاد، هو من ابتكر لقب ملك أركان العالم الأربعة. يُعرض النقش البارز اليوم في متحف إسطنبول للآثار.

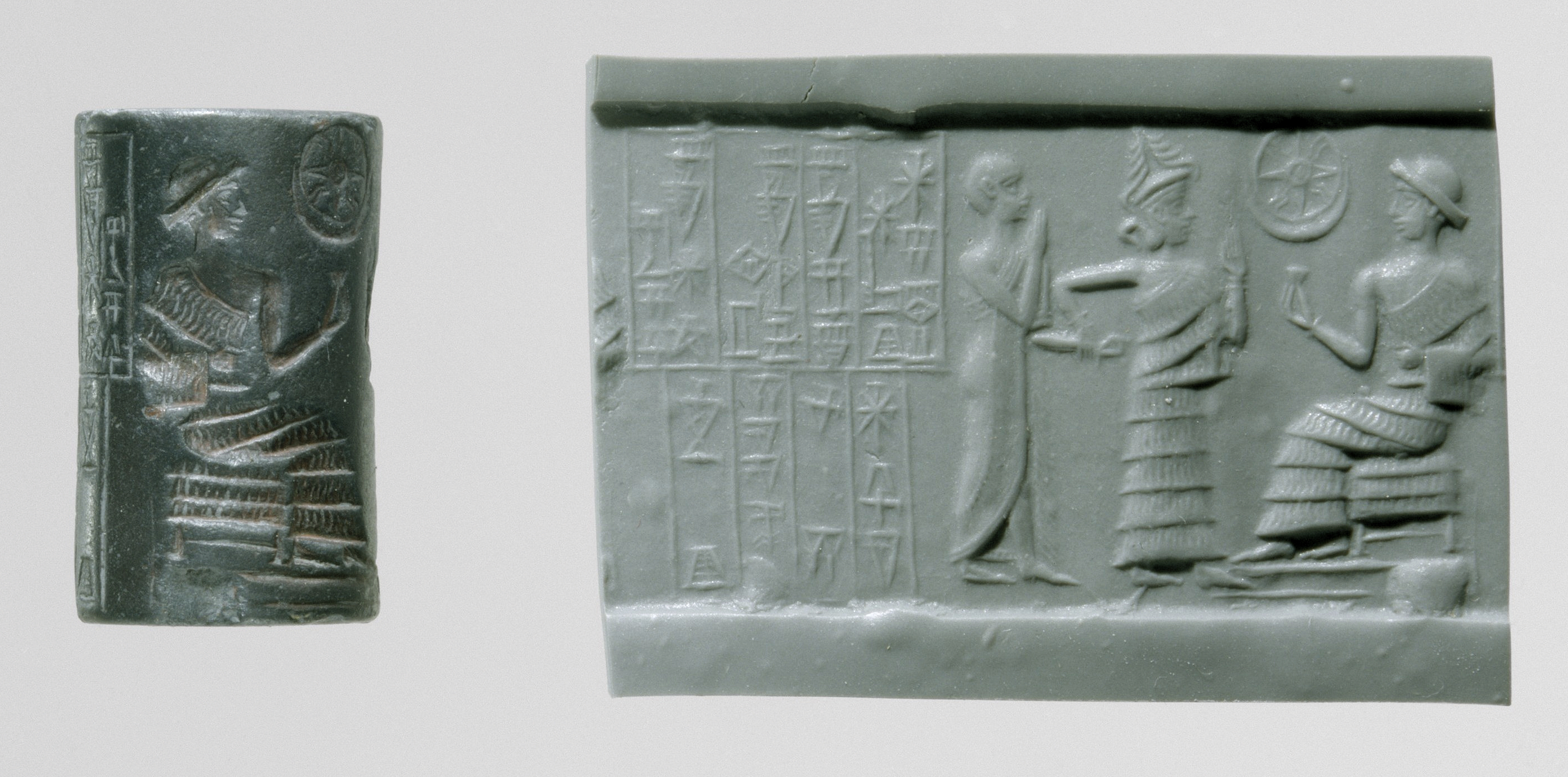
ختم الملك السومري الحديث إبي سين في متحف متروبوليتان للفنون. نقش عليه: "إبي سين، الملك القوي، ملك أور ، ملك أركان العالم الأربعة".

ملك أركان العالم الأربعة (السومرية: lugal -an-ub-da-limmu-ba، الأكدية: šarru kibrat arbai  šar kibrāti arbaʾi، أو šar kibrāt erbetti)، أو يُترجم أيضًا إلى ملك أركان العالم الأربعة، أو ملك أركان السماء الأربعة، أو ملك أركان الكون الأربعة وغالبًا ما يُختصر إلى ملك أركان الكون الأربعة، كان لقبًا ذا مكانة عظيمة ادعى به الملوك الأقوياء في بلاد ما بين النهرين القديمة. على الرغم من أن مصطلح "أركان العالم الأربعة" يشير إلى أماكن جغرافية محددة داخل بلاد ما بين النهرين نفسها أو بالقرب منها، إلا أن هذه الأماكن كان يُعتقد (في الوقت الذي استُخدم فيه العنوان لأول مرة) أنها تمثل مواقع بالقرب من حواف العالم الفعلية، وعلى هذا النحو، يجب تفسير العنوان على أنه شيء يعادل "ملك العالم كله المعروف"، وهو ادعاء بالحكم العالمي على العالم بأسره وكل شيء داخله.
استُخدم اللقب لأول مرة من قِبل نارام سين، حاكم الإمبراطورية الأكدية، في القرن الثالث والعشرين قبل الميلاد، ثم استخدمه لاحقًا حكام الإمبراطورية السومرية الحديثة، ثم اندثر بعد ذلك. ثم أُعيد استخدامه كلقب من قِبل عدد من الحكام الآشوريين، واكتسب شهرةً خاصة خلال الإمبراطورية الآشورية الحديثة. وكان آخر من ادعى اللقب هو أول ملك فارسي أخميني، كورش الكبير، بعد فتحه بابل عام 539 قبل الميلاد.
من المحتمل، على الأقل بين الحكام الآشوريين، أن لقب ملك الزوايا الأربع لم يُورث بالطرق التقليدية. وبما أن هذا اللقب غير مُوثَّق لجميع ملوك الآشوريين الجدد، وبعضهم لم يُوثَّق إلا بعد سنوات قليلة من حكمه، فمن المُحتمل أنه كان على كل ملك أن يحصل عليه على حدة، ربما من خلال إتمام حملات عسكرية ناجحة في جميع أنحاء العالم. أما اللقب المُشابه "شار كيشاتيم" ("ملك كل شيء" أو "ملك الكون")، ذو الأصول الأكدية أيضًا، والمُوثَّق لبعض ملوك الآشوريين الجدد، فقد تطلب سبع حملات عسكرية ناجحة. ولعل الفرق بين المعنى الدقيق للقبَّين هو أن "ملك الكون" ادّعى ملكيته للعالم الكوني، بينما ادّعى ملك زوايا العالم الأربع ملكيته للعالم الأرضي.

## معنى "أركان العالم الأربعة"
يظهر مصطلح "أركان العالم الأربعة" في العديد من الأساطير وعلم الكونيات القديمة، حيث يُقابل تقريبًا النقاط الأربع للبوصلة. في معظم هذه التمثيلات، تجري أربعة أنهار رئيسية إلى هذه الأركان الأربعة، حيث تُروي مياهها أرباع العالم الأربعة. في نظر الأكديين الرافدينيين، كان المصطلح يُشير إلى أربع مناطق على حافة العالم المعروف آنذاك؛ سوبارتو (التي تُمثل على الأرجح منطقة آشور) في الشمال، ومارتو (التي تُمثل تقريبًا سوريا الحديثة) في الغرب، وعيلام في الشرق، وسومر في الجنوب. بالنسبة لنارام سين الأكدي (حكم 2254-2218 قبل الميلاد)، مُبتكر اللقب، يُحتمل أنه كان يُعبر جغرافيًا عن سيطرته على مناطق عيلام، وسوبارتو، وأمورو، وأكد (التي تُمثل الشرق، والشمال، والغرب، والجنوب على التوالي).
يغطي المصطلح منطقة جغرافية واضحة نوعًا ما، تُمثل بلاد الرافدين وما حولها، ولكن ينبغي فهمه على أنه يشير إلى العالم المعروف بأكمله. في الوقت الذي استُخدم فيه هذا اللقب لأول مرة، أي في القرنين الثاني والعشرين قبل الميلاد، كان سكان بلاد الرافدين يُساوون بلاد الرافدين بأكملها بالعالم بأكمله؛ فقد كانت المنطقة غنية الإنتاج، كثيفة السكان، ويحدها من جميع الجهات أراضٍ تبدو خالية وغير مأهولة. ينبغي فهم لقب مثل "ملك أركان العالم الأربعة" على أنه يعني أن حامله هو حاكم الأرض بأكملها وكل ما فيها. يمكن تفسير هذا اللقب على أنه يُعادل تسمية الشخص نفسه "ملك العالم المعروف بأكمله". وبالتالي، يُعد هذا اللقب مثالًا على نظرية التكامل، حيث يجمع بين مفاهيم متناقضة للإشارة إلى كل (حيث تكون أركان العالم الأربعة على حواف العالم، ويشير اللقب إليها وإلى كل ما بينهما).

## التاريخ

### الخلفية (2900–2334 قبل الميلاد)

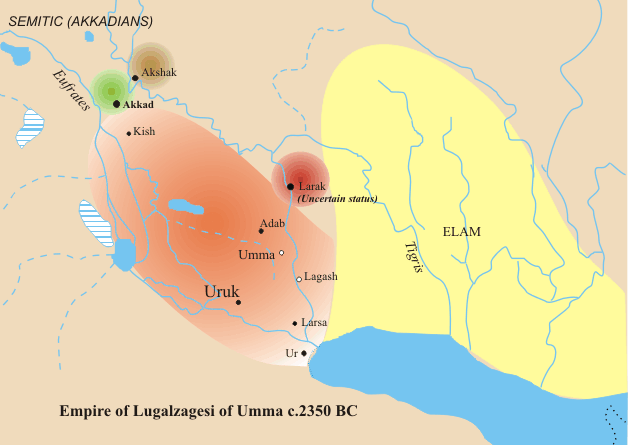
منطقة لوغالزاجيسي في أوروك (باللون البرتقالي) حوالي عام 2350 قبل الميلاد، وهو أحد الملوك الأوائل الذين ادعوا الحكم العالمي.

خلال العصر السلالي المبكر في بلاد ما بين النهرين (حوالي 2900-2350 قبل الميلاد)، كان حكام دويلات المدن المختلفة في المنطقة يشنون غزوات متكررة على مناطق ومدن بعيدة عن مناطقهم، غالبًا بعواقب ضئيلة عليهم، بهدف تأسيس إمبراطوريات مؤقتة وصغيرة، إما لكسب مكانة أعلى أو الحفاظ عليها مقارنةً بدول المدن الأخرى. وقد شُجّع بناء الإمبراطوريات المبكر هذا، إذ كان الملوك الأقوياء يُكافأون غالبًا بأرفع الألقاب، مثل لقب لوغال (الذي يعني حرفيًا "الرجل العظيم"، ولكنه غالبًا ما يُفسّر على أنه "ملك"، وربما كان يحمل دلالات عسكرية). ومن المرجح أن معظم هؤلاء الحكام الأوائل قد اكتسبوا هذه الألقاب بدلًا من أن يرثوها.
في نهاية المطاف، أدى هذا السعي إلى أن تكون أكثر هيبةً وقوةً من دول المدن الأخرى إلى طموحٍ عامٍّ للحكم العالمي. ولأن بلاد ما بين النهرين كانت تُعتبر مُشابهةً للعالم أجمع، ولأن المدن السومرية بُنيت على نطاقٍ واسع (كانت مدنٌ مثل شوشان وماري وآشور تقع بالقرب من أركان العالم المُتصوَّرة)، فقد بدا من المُمكن الوصول إلى أطراف العالم (التي كانت تُعتبر آنذاك البحر الأدنى، الخليج العربي، والبحر الأعلى، البحر الأبيض المتوسط).
أصبحت محاولات الحكام للوصول إلى منصب الحكم الشامل أكثر شيوعًا خلال فترة أوائل الأسرات IIIb (حوالي 2450-2350 قبل الميلاد) حيث إثبت مثالين بارزين. الأول، لوغال اني موندو، ملك أداب، تدعي قائمة الملوك السومرية (على الرغم من أن هذا نقش لاحق كثيرًا، مما يجعل الحكم الواسع للوغال اني موندو مشكوكًا فيه إلى حد ما) أنه أنشأ إمبراطورية عظيمة تغطي كامل بلاد ما بين النهرين، وتمتد من سوريا الحديثة إلى إيران، قائلة إنه "أخضع الزوايا الأربع". الثاني، لوغال زاغيسي، ملك أوروك، غزا كامل بلاد ما بين النهرين السفلى وادعى (على الرغم من أن هذا ليس هو الحال) أن نطاقه يمتد من البحر العلوي إلى البحر السفلي. كان لوغال زاغيسي يُلقب في الأصل ببساطة "ملك أوروك"، ثم اتخذ لقب "ملك الأرض" (بالسومرية : lugal-kalam-ma) ليطالب بالحكم العالمي. وقد استخدم هذا اللقب أيضًا بعض ملوك السومريين السابقين الذين ادعوا السيطرة على سومر بأكملها، مثل إينشاكوشانا ملك أوروك.

### ملوك الأكديين والسومريين في الزوايا الأربع (2334-2004 قبل الميلاد)

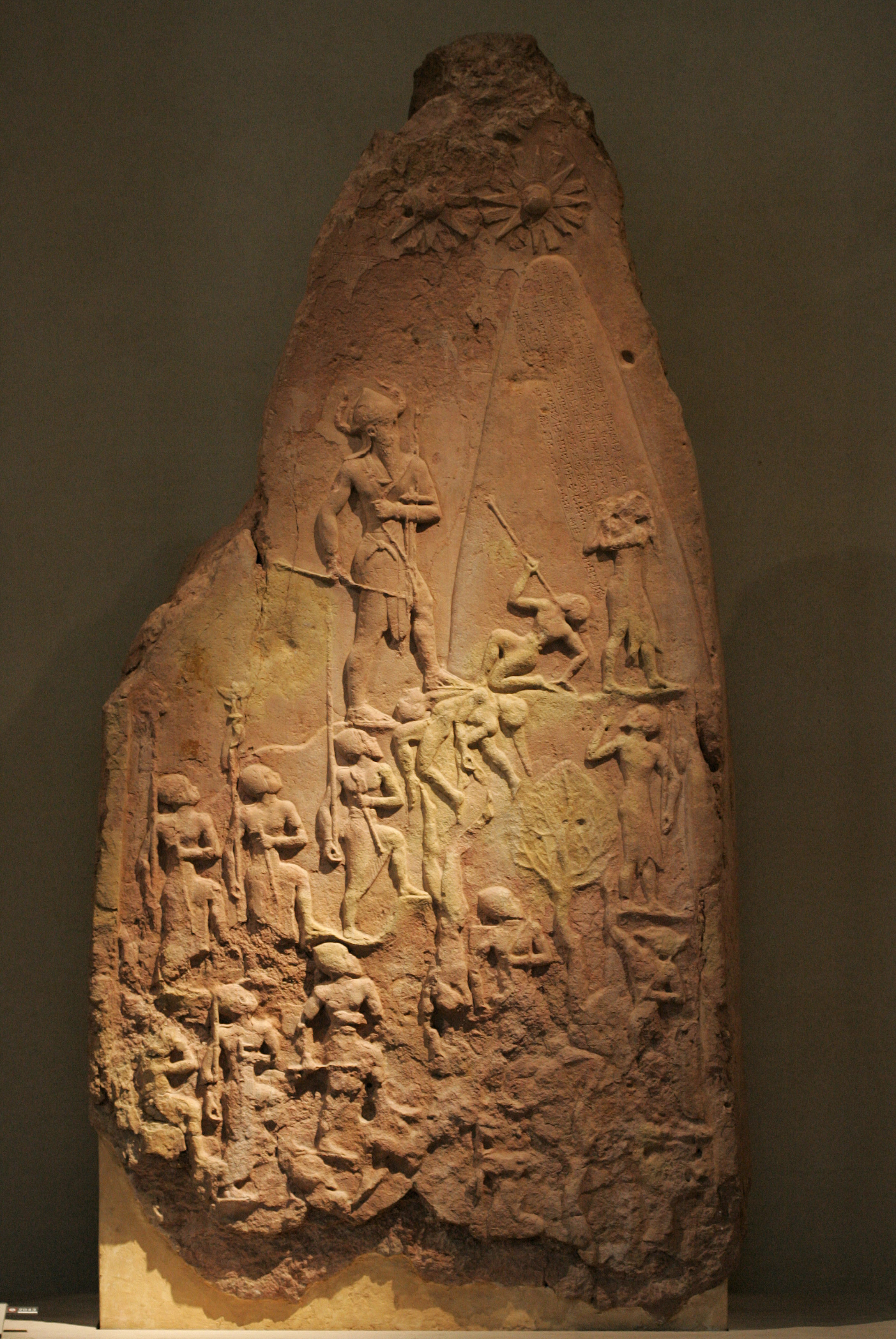
لوحة النصر لنارام سين الآكدي، أول ملك يحصل على لقب ملك الزوايا الأربع، تصور الملك بخوذة ذات قرون (ترمز إلى الألوهية) وحجمها ضعف حجم جنوده، وهو يقف على جبل يصل إلى السماء. توجد اللوحة اليوم في متحف اللوفر، باريس.

سرجون ملك أكد وحّد بلاد ما بين النهرين السفلى والعليا، مؤسسًا أول إمبراطورية حقيقية لبلاد ما بين النهرين. ورغم أن سرجون كان يستخدم لقب "ملك أكد" (šar māt Akkadi)، إلا أنه قدم أيضًا اللقب الأكثر تفاخرًا وهو šar kiššatim ("ملك كل شيء" أو "ملك الكون")، والذي استخدمه خلفاؤه بشكل بارز. ويُشهد بأن لقب "ملك أركان العالم الأربعة" قد استخدمه لأول مرة الملك الأكدي نارام سين، حفيد سرجون الأكدي والحاكم الرابع للإمبراطورية الأكدية. كما أعلن نارام سين نفسه إلهًا حيًا (أول ملك لبلاد ما بين النهرين يفعل ذلك)، جاعلاً عاصمته أكد ليس فقط المركز السياسي ولكن أيضًا المركز الديني للإمبراطورية. من المحتمل أن نارام سين قد استوحى هذا اللقب بعد غزوه لمدينة إبلا، حيث كانت التقسيمات الرباعية للعالم والكون أجزاء بارزة في أيديولوجية المدينة ومعتقداتها.
يشير لقب ملك الزوايا الأربع إلى أن نارام سين لم يكن ينظر إلى نفسه كمجرد حاكم لبلاد الرافدين، بل كحاكم عالمي يتوافق مع التقاليد الملكية الرافدينية المعتادة، ملك إمبراطورية جديدة لم تضم فقط دويلات مدن بلاد الرافدين، بل شملت الأراضي الواقعة وراءها أيضًا. وعلى وجه الخصوص، بدأت الأعمال الفنية المُنتجة خلال تلك الفترة تتضمن أشياءً لم تُشاهد من قبل، مثل نباتات وحيوانات المرتفعات والجبال، والتي كانت تُعتبر في السابق أشياءً غريبة للغاية. ويشير ظهورها المتزايد في الفن إلى أنها كانت تُعتبر تابعة لإمبراطورية أكد بقدر ما كان كل شيء آخر كذلك. من الممكن أن يكون لقب "šar kiššatim" يشير إلى السلطة الحاكمة للعالم الكوني، بينما كان لقب "ملك الزوايا الأربع" يشير إلى السلطة الحاكمة للأرض. على أي حال، كان معنى هذه الألقاب أن ملك بلاد الرافدين كان ملك العالم أجمع.
لا يبدو أن اللقب قد استُخدم من قبل أي من خلفاء نارام سين المباشرين في الإمبراطورية الأكدية، والتي بدأت في الانهيار في عهد ابن نارام سين شار كالي شاري. في القرن الثاني والعشرين قبل الميلاد، هاجم الجوتيون الإمبراطورية الأكدية وحلوا محل سلالة "السارجون" الحاكمة، ودمروا مدينة أكد وأنشأوا إمبراطورية خاصة بهم. بحلول عام 2112 قبل الميلاد، طُرد الغوتيون وأصبحت مدينة أور مركزًا لحضارة سومرية جديدة، يشار إليها باسم سلالة أور الثالثة أو الإمبراطورية السومرية الجديدة. قلّد حكام هذه الإمبراطورية الملوك السابقين من أكد، فأطلقوا على أنفسهم لقب "ملوك سومر وأكد"، وجميعهم - باستثناء مؤسس السلالة، أور نمو - استخدموا لقب "ملك أركان العالم الأربعة". كما تُنسب بعض المصادر القديمة هذا اللقب إلى أور نمو أيضًا، إذ تُطلق عليه لقب "ملك السماء وأركان العالم الأربعة"، إلا أن هذه النقوش تعود إلى قرون بعد حكمه.

### ملوك آشور في الزوايا الأربع (1366-627 قبل الميلاد)

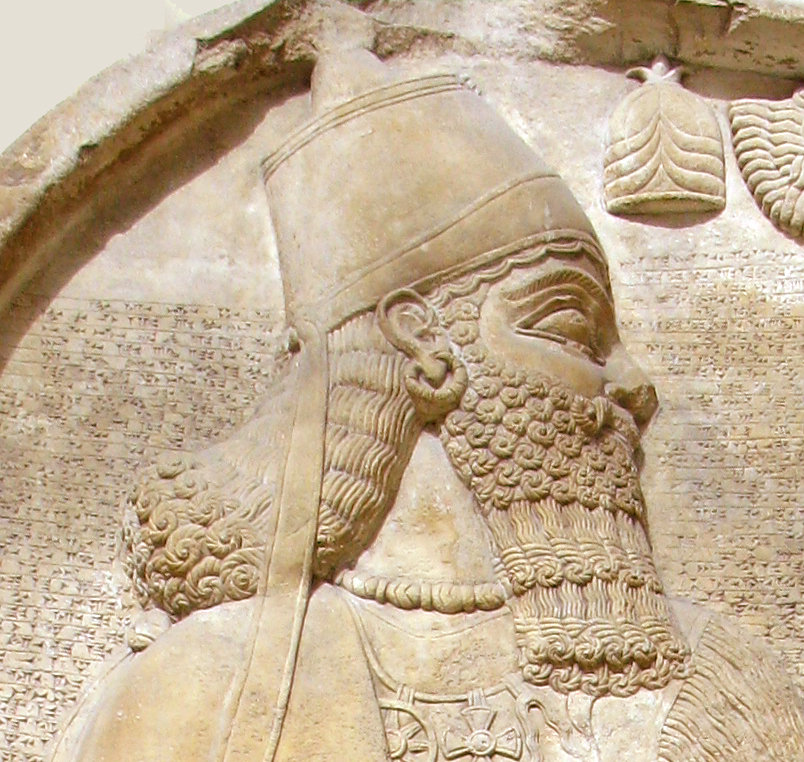
أُشير إلى آشور ناصربال الثاني، ملك الإمبراطورية الآشورية الحديثة، بأنه ملك جميع أركان الإمبراطورية، بما في ذلك جميع حكامها. نقش بارز معروض اليوم في المتحف البريطاني بلندن.

مع انهيار الإمبراطورية السومرية الحديثة حوالي عام 2004 قبل الميلاد، اندثر اللقب مجددًا. باستثناء الملك البابلي حمورابي الذي ادعى أنه "الملك الذي أطاع أركان الأرض الأربعة" عام 1776 قبل الميلاد، لم يُستخدم اللقب إلا بين الحين والآخر من قِبل ملوك آشور في الإمبراطورية الآشورية الوسطى، وغالبًا ما كان يُطلق عليه لقب "ملك أركان العالم الأربعة" (šar kullat kibrāt erbetti).
استخدم أول ملوك الإمبراطورية الآشورية الحديثة، أداد نيراري الثاني (حكم من 911 إلى 891 قبل الميلاد)، لقب "ملك الزوايا الأربع". وقد ترسخت فكرة الملك الذي يحكم الزوايا الأربع للعالم في عهد ثاني ملوك الإمبراطورية الآشورية الحديثة، توكولتي نينورتا الثاني (حكم من 891 إلى 884 قبل الميلاد)، الذي ادعى أنه "الشخص الذي نطق باسمه الكريم إلى الأبد للزوايا الأربع" (أنا مو أوروت كيبرات إربيتي أنا داريش إيشقورو) و"حاكم الزوايا الأربع" (موماير كيبرات إربيتي). في آشور، كان يُشار إلى الإله آشور بأنه "[الشخص] الذي يجعل ملكية الملك تتجاوز ملوك الجهات الأربع" (mušarbû šarrūtija eli šarrāni ša kibrāt erbetti).
ابن توكولتي نينورتا الثاني وخليفته، آشور ناصربال الثاني (حكم 883-859 قبل الميلاد)، يُشار إليه مرتين في نقوش مختلفة باسم "ملك مجموع الزوايا الأربع بما في ذلك جميع حكامها" (šar kiššat kibrāte ša napḫar malkī kalîšunu). كما يُثبت اللقب لابنه وخليفته، شلمنصر الثالث (حكم 859-824 قبل الميلاد)، وهو اللقب الوحيد الذي أطلقه خلفاؤه على هذا الملك.

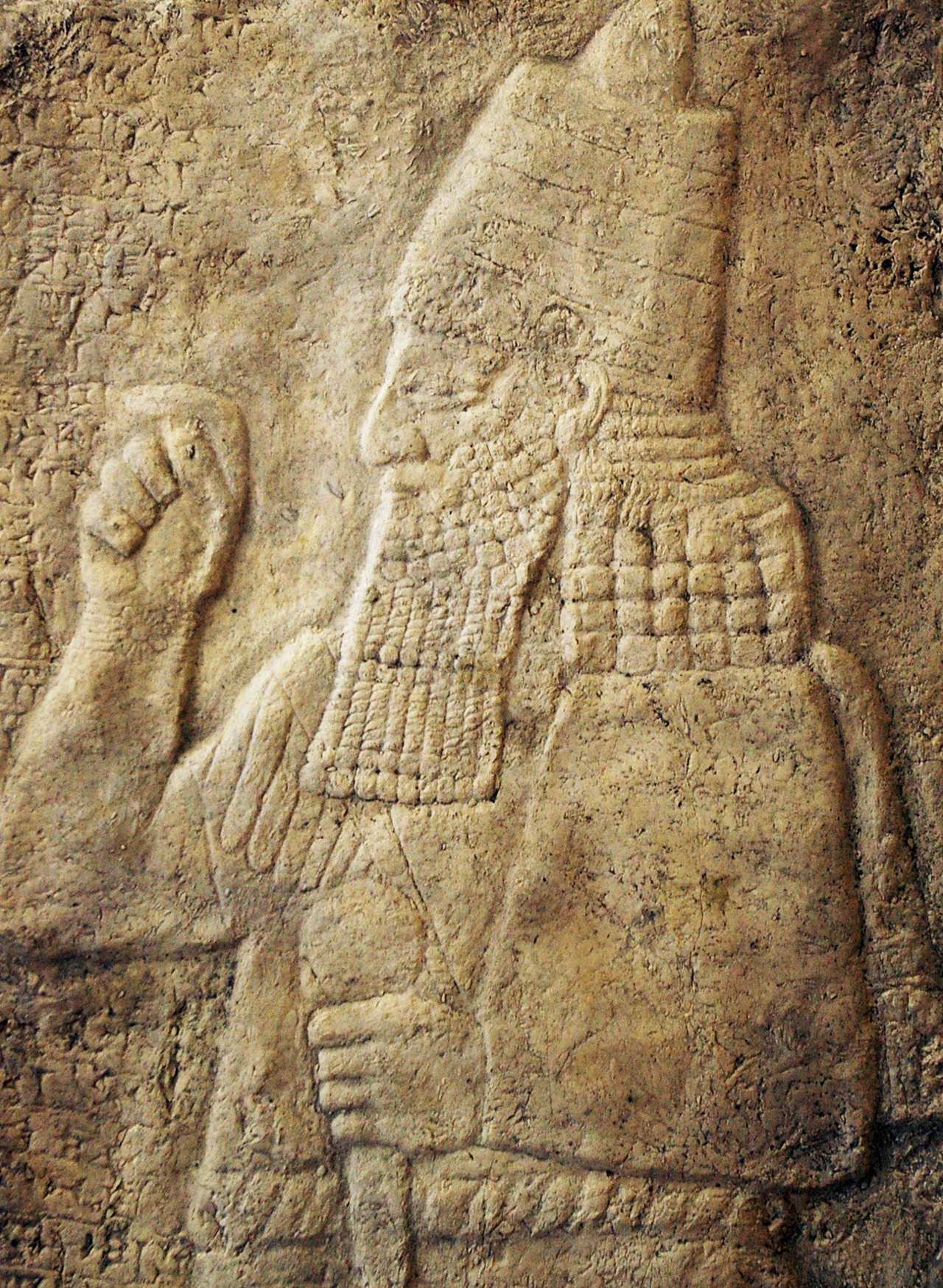
لم يتمكن سنحاريب، حاكم الإمبراطورية الآشورية الحديثة، من المطالبة باللقب إلا بعد خمس سنوات من حكمه، بعد أن أكمل حملات عسكرية في جميع أنحاء العالم. اكتُشفت هذه النقشة أصلاً قرب جبل الجودي.

لوحة كتيون، وهي لوحة بازلتية كبيرة اكتُشفت في قبرص، وتُعدّ أقدم قطعة أثرية آشورية معروفة غربًا، تُعرّف الملك سرجون الثاني (حكم من 722 إلى 705 قبل الميلاد) بالعديد من الألقاب، منها "ملك الكون"، و"ملك آشور"، و"ملك سومر وأكد"، و"حاكم بابل"، و"ملك أركان العالم الأربعة". لم يرث سنحاريب (705-681 قبل الميلاد)، ابن سرجون الثاني ووريثه، هذا اللقب فورًا، إذ كان يُطلق على نفسه في بداية عهده لقب "الملك الذي لا يُضاهى". شنّ سنحاريب عدة حملات عسكرية خلال فترة حكمه، وبعدها أضاف ألقابًا إلى ألقابه بشكل روتيني. بعد حملته الثالثة، أضاف لقب "ملك العالم"، وبعد فتوحاته في البحر الأبيض المتوسط والخليج العربي عام 694 قبل الميلاد، أضاف لقب "الملك من بحر غروب الشمس الأعلى إلى بحر شروق الشمس الأسفل". لم يستبدل سنحاريب لقب "الملك الذي لا يُضاهى" بلقب "ملك أركان العالم الأربعة" إلا بعد أن شنّ حملات جنوبًا وشرقًا وغربًا وشمالًا خلال حملته الخامسة. كما استخدم ابن سنحاريب ووريثه، أسرحدون (حكم 681-669 قبل الميلاد)، لقب "ملك أركان العالم الأربعة" إلى جانب لقب "ملك الكون".
على عكس الميراث السلالي الواضح للقب خلال الإمبراطورية السومرية الحديثة، فمن الممكن أن لقب ملك الزوايا الأربع كان يجب أن يحصل عليه كل ملك آشوري على حدة، مما يفسر سبب عدم توثيق اللقب لكل ملك آشوري حديث ولماذا استخدمه سنحاريب لأول مرة بعد عدة سنوات من حكمه. اقترحت المؤرخة البريطانية ستيفاني دالي، المتخصصة في الشرق الأدنى القديم، في عام 1998 أن اللقب ربما كان يجب أن يحصل عليه الملك من خلال حملاته الناجحة في جميع أنحاء العالم. اقترحت دالي أيضًا أن اللقب المماثل "ملك الكون"، ذو المعنى المتطابق تقريبًا، كان من الممكن الحصول عليه من خلال سبع حملات ناجحة (والتي كانت سترتبط بالكلية في نظر الآشوريين). وبالتالي لم يكن من الممكن للملك أن يطالب بأي من اللقبين قبل الحملات العسكرية المطلوبة. من المحتمل أن الفترات التي لم يُستخدم فيها اللقب، مثل الفجوة التي استمرت حوالي 80 عامًا بين شلمنصر الثالث وتغلث فلاسر الثالث، تعكس فترات تراجع فيها النشاط العسكري للبلاد وملوكها.

### كورش الكبير (539 قبل الميلاد)
بعد سقوط الإمبراطورية الآشورية الحديثة عام 609 قبل الميلاد، كانت الإمبراطورية البابلية الحديثة القوة الرئيسية في بلاد ما بين النهرين. أراد مؤسس الإمبراطورية البابلية الحديثة، نبوبولاسر، الارتباط بالحكام الآشوريين السابقين لضمان استمرارية الحكم، فاتخذ العديد من الألقاب نفسها، مثل شارو دانو ("الملك الجبار") واللقب السومري الأقدم بكثير "ملك سومر وأكد" (الذي استخدمه حكام الآشوريين الجدد أيضًا)، ولكن لا يبدو أنه اتخذ لقب ملك الزوايا الأربع. بخلاف السلالات الحاكمة السابقة في بلاد ما بين النهرين، اعتاد البابليون الجدد استخدام لقب ملكي واحد فقط في كل مناسبة. نادرًا ما نجد أمثلة على استخدام أكثر من لقب ملكي واحد من العصر البابلي الحديث، مما قد يفسر غياب لقب "ملك الزوايا الأربع..." لأنه كان لقبًا إضافيًا مرموقًا وليس لقبًا ملكيًا رئيسيًا. تخلى خلفاء نبوبولاسر عن معظم الألقاب الآشورية القديمة، حتى أنهم تخلوا عن لقب "الملك العظيم" الذي استخدمه نبوبولاسر. كان الملك البابلي الجديد الوحيد الذي تولى لقب "ملك الزوايا الأربع" هو نبو نيد، الذي حاول أيضًا في جوانب أخرى محاكاة الملوك الآشوريين.
انتهت الإمبراطورية البابلية الحديثة بغزو بابل على يد الملك الفارسي كورش الكبير، مؤسس الإمبراطورية الفارسية الأخمينية، في عام 539 قبل الميلاد. أسطوانة كورش هي أسطوانة طينية قديمة مكتوبة بالخط المسماري الأكدي باسم كورش، صُنعت لاستخدامها كوديعة أساس ودُفنت في أسوار بابل. في نص الأسطوانة، يفترض كورش العديد من الألقاب التقليدية في بلاد ما بين النهرين بما في ذلك ألقاب "ملك بابل" و"ملك سومر وأكد" و"ملك أركان العالم الأربعة". لم يُستخدم اللقب بعد عهد كورش ولكن خلفائه تبنوا ألقابًا مماثلة. اللقب الملكي الشائع "ملك الملوك"، والذي استخدمه ملوك إيران حتى العصر الحديث، كان في الأصل لقبًا قدمه الآشوري توكولتي نينورتا الأول في القرن الثالث عشر قبل الميلاد (وترجم إلى šar šarrāni في الأكدية). كما اعتمد كورش الكبير وخلفاؤه لقب "ملك الأراضي"، الذي استخدمه الملوك الآشوريون أيضًا منذ شلمنصر الثالث على الأقل،. وظلت ألقاب مثل "ملك الملوك" و"الملك الأعظم" (šarru rabu)، وهي ألقاب قديمة تحمل دلالة امتلاك السلطة العليا في الأراضي المحيطة ببابل، قيد الاستخدام حتى عهد الأسرة الساسانية في بلاد فارس من القرن الثالث إلى القرن السابع.

## أمثلة للحكام الذين استخدموا اللقب

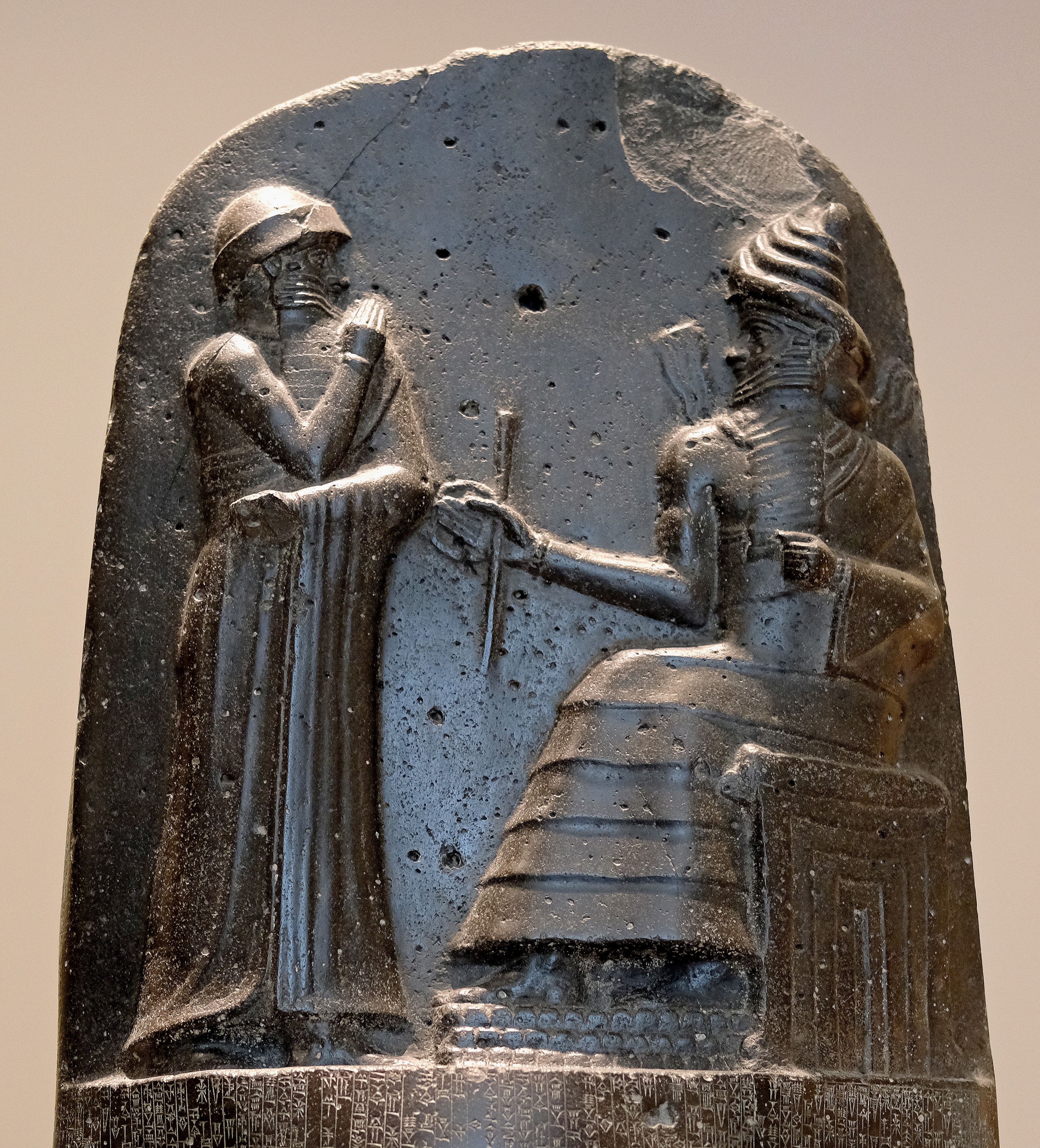
حمورابي (واقفًا)، ملك بابلي ادّعى أنه الملك الذي أطاع أركان الأرض الأربعة. هذا التصوير هو الجزء العلوي من قانون حمورابي، المحفوظ اليوم في متحف اللوفر بباريس.

ملوك الزوايا الأربع في الإمبراطورية الأكدية:
- نارام سين (حكم من 2254 إلى 2218 قبل الميلاد)[7]

ملوك الزوايا الأربع من سلالة الجوتيين في سومر:
- إيريدوبيزير[45]

ملوك الزوايا الأربع في الإمبراطورية السومرية الحديثة:
- أوتو-حيكال[46]
- شولجي (حكم من 2094 إلى 2047 قبل الميلاد)[8][26]
- أمار سين (حكم 2046-2038 قبل الميلاد)[8][26]
- شو سين (حكم من 2037 إلى 2029 قبل الميلاد)[8][26]
- إبي سين (حكم 2028–2004 ق.م)[8][26]

ملوك الزوايا الأربع في بابل:
- حمورابي (حكم من عام 1810 إلى عام 1750 قبل الميلاد) - يُشار إليه باسم "الملك الذي جعل أركان الأرض الأربعة مطيعة" في عام 1776 قبل الميلاد.[28]
- مردوخ نادين آهي (حكم من 1099 إلى 1082 قبل الميلاد)[47]
- مردوخ شبيك زيري (حكم من 1082 إلى 1069 قبل الميلاد)[47]

ملوك الزوايا الأربع في الإمبراطورية الآشورية الوسطى:
- توكولتي نينورتا الأول (حكم 1233–1197 قبل الميلاد)[35]
- تغلث فلاسر الأول (حكم 1114–1076 ق.م)[30]
- آشور بيل كالا (حكم 1074–1056 ق.م)[30]

ملوك الزوايا الأربع في الإمبراطورية الآشورية الحديثة :
- أداد نيراري الثاني (حكم 911–891 ق.م.)[30]
- توكولتي نينورتا الثاني (حكم 891–884 قبل الميلاد)[6]
- آشور ناصربال الثاني (حكم 883–859 ق.م)[6]
- شلمنصر الثالث (حكم 859–824 ق.م)[6]
- شمشي أدد الخامس (حكم 824–811 ق.م.)[48]
- تغلث فلاسر الثالث (حكم 745–727 ق.م)[35]
- شلمنصر الخامس (حكم 727–722 ق.م)[49]
- سرجون الثاني (حكم من 722 إلى 705 قبل الميلاد)[32]
- سنحاريب (حكم 705-681 قبل الميلاد) – ادعى اللقب منذ عام 697 قبل الميلاد.[33]
- أسرحدون (حكم 681-669 قبل الميلاد)[5]
- آشوربانيبال (حكم 669–631 ق.م)[50]
- شمش شوم أوكين (ملك بابل الآشوري الجديد، حكم 667–648 قبل الميلاد)[51]
- آشور إيتيل إيلاني (حكم 631–627 قبل الميلاد)[51]

ملوك الزوايا الأربع في الإمبراطورية البابلية الحديثة:
- نبو نيد (حكم 556-539 قبل الميلاد)[37]

ملوك الزوايا الأربع في الإمبراطورية الأخمينية:
- كورش الكبير (حكم 559-530 قبل الميلاد) - ادعى اللقب منذ عام 539 قبل الميلاد.[39][40]

### الاستشهادات
1. ↑  "Two"، Four Days in Michigan، Gallaudet University Press، ص. 13–21، 30 أبريل 2012، اطلع عليه بتاريخ 2025-07-18
2. ↑  "Zechariah/Book of Zechariah". Religion Past and Present. اطلع عليه بتاريخ 2025-07-18.
3. 1 2 3  Maeda 1981، صفحة 4.
4. 1 2 3  Levin 2002، صفحة 360.
5. 1 2 3 4  Roaf & Zgoll 2001، صفحة 284.
6. 1 2 3 4 5 6 7  Karlsson 2013، صفحة 135.
7. 1 2 3 4 5 6  Raaflaub & Talbert 2010، صفحة 153.
8. 1 2 3 4 5 6 7 8 9  Bachvarova 2012، صفحة 102.
9. 1 2 3  Roux, Georges (1992). Ancient Iraq (بالإنجليزية). Penguin Books Limited. p. 167. ISBN:978-0-14-193825-7. Archived from the original on 2024-01-10.
10. ↑  "Site officiel du musée du Louvre". cartelfr.louvre.fr.
11. ↑  "CDLI-Found Texts". cdli.ucla.edu. مؤرشف من الأصل في 2022-11-02.
12. ↑  The Four Quarters of the World.
13. ↑  Hallo 1980، صفحة 189.
14. 1 2 3  Liverani 2013، صفحة 120.
15. ↑  Waltke 2007، صفحة 456.
16. ↑  Crawford 2013، صفحة 283.
17. ↑  There were several titles used by rulers during this period. Lugal is often seen as a title primarily based on a ruler's military prowess, whilst en seems to have implied a more priestly role.[16]
18. 1 2  Liverani 2013، صفحات 120–121.
19. ↑  Ur III Dynasty.
20. ↑  McIntosh 2017، صفحة 167.
21. 1 2  Da Riva 2013، صفحة 72.
22. ↑  Levin 2002، صفحة 362.
23. ↑  Hallo 1980، صفحة 190.
24. ↑  Hill, Jones & Morales 2013، صفحة 333.
25. ↑  De Mieroop 2004، صفحة 67.
26. 1 2 3 4 5  Gerstenberger 2001، صفحة 205.
27. ↑  Hallo 1966، صفحة 134.
28. 1 2  De Mieroop 2004، صفحة 119.
29. ↑  Karlsson 2016، صفحة 150.
30. 1 2 3 4 5  Karlsson 2013، صفحة 255.
31. ↑  Karlsson 2013، صفحة 61.
32. 1 2  Radner 2010، صفحة 435.
33. 1 2  Russell 1987، صفحة 530–531.
34. ↑  Karlsson 2013، صفحة 201.
35. 1 2 3  Yamada 2014، صفحة 43.
36. ↑  Stevens 2014، صفحة 73.
37. 1 2  Beaulieu 1989، صفحة 214.
38. ↑  Cyrus Cylinder.
39. 1 2  Cyrus Cylinder Translation.
40. 1 2  New Cyrus Cylinder Translation.
41. ↑  Handy 1994، صفحة 112.
42. ↑  Miller 1986، صفحة 258.
43. ↑  Bevan 1902، صفحات 241–244.
44. ↑  Frye 1983، صفحة 116.
45. ↑  Selz 2016، صفحة 74.
46. ↑  Selz 2016، صفحة 87.
47. 1 2  Brinkman 1968، صفحة 43.
48. ↑  Grayson 2002، صفحة 240.
49. ↑  Luckenbill 1925، صفحة 164.
50. ↑  Karlsson 2017، صفحة 10.
51. 1 2  Karlsson 2017، صفحة 11.

### الفهرس
- Bachvarova، Mary R. (2012). "From "Kingship in Heaven" to King Lists: Syro-Anatolian Courts and the History of the World". Journal of Ancient Near Eastern Religions. ج. 12 ع. 1: 97–118. DOI:10.1163/156921212X629482.
- Beaulieu، Paul-Alain (1989). Reign of Nabonidus, King of Babylon (556-539 BC). Yale University Press. DOI:10.2307/j.ctt2250wnt. ISBN:9780300043143. JSTOR:j.ctt2250wnt. OCLC:20391775. مؤرشف من الأصل في 2025-01-24.
- Bevan، Edwyn Robert (1902). "Antiochus III and His Title 'Great-King'". The Journal of Hellenic Studies. ج. 22: 241–244. DOI:10.2307/623929. JSTOR:623929. مؤرشف من الأصل في 2022-09-22.
- Brinkman، J. A. (1968). Political history of Post-Kassite Babylonia (1158-722 b. C.) (A). Gregorian Biblical BookShop. ISBN:978-88-7653-243-6. مؤرشف من الأصل في 2022-09-20.
- Crawford، Harriet (2013). The Sumerian World. Routledge. ISBN:978-0415569675. مؤرشف من الأصل في 2022-09-22.
- Da Riva، Rocío (2013). The Inscriptions of Nabopolassar, Amel-Marduk and Neriglissar. Walter de Gruyter. ISBN:978-1614515876. مؤرشف من الأصل في 2025-01-26.
- De Mieroop، Marc Van (2004). A History of the Ancient Near East ca. 3000 - 323 BC. Blackwell Publishing. ISBN:978-1405149112.
- Frye، Richard Nelson (1983). "The political history of Iran under the Sasanians". The Cambridge History of Iran. ج. 3 ع. 1: 116–180. DOI:10.1017/CHOL9780521200929.006. ISBN:9781139054942.
- Gerstenberger، Erhard S. (2001). ""World Dominion" in Yahweh Kingship Psalms: Down To the Roots of Globalizing Concepts and Strategies". Horizons in Biblical Theology. ج. 23 ع. 1: 192–210. DOI:10.1163/187122001X00107. مؤرشف من الأصل في 2022-03-14.
- Grayson، A. Kirk (2002) [1996]. Assyrian Rulers of the Early First Millennium BC: II (858–745 BC). Toronto: University of Toronto Press. ISBN:0-8020-0886-0.
- Hallo، William W. (1966). "The Coronation of Ur-Nammu". Journal of Cuneiform Studies. ج. 20 ع. 3/4: 133–141. DOI:10.2307/1359648. JSTOR:1359648.
- Hallo، William W. (1980). "Royal Titles from the Mesopotamian Periphery". Anatolian Studies. ج. 30: 189–195. DOI:10.2307/3642789. JSTOR:3642789.
- Handy، Lowell K. (1994). Among the host of Heaven: the Syro-Palestinian pantheon as bureaucracy. Eisenbrauns. ISBN:978-0931464843. مؤرشف من الأصل في 2024-11-27.
- Hill، Jane A.؛ Jones، Philip؛ Morales، Antonio J. (2013). Experiencing Power, Generating Authority: Cosmos, Politics, and the Ideology of Kingship in Ancient Egypt and Mesopotamia. University of Pennsylvania Press. ISBN:9781934536643. مؤرشف من الأصل في 2025-01-25.
- Karlsson، Mattias (2013). Early Neo-Assyrian State Ideology Relations of Power in the Inscriptions and Iconography of Ashurnasirpal II (883–859) and Shalmaneser III (858–824). Instutionen för lingvistik och filologi, Uppsala Universitet. ISBN:978-91-506-2363-5. مؤرشف من الأصل في 2024-06-05.
- Karlsson، Mattias (2016). Relations of Power in Early Neo-Assyrian State Ideology. Walter de Gruyter GmbH & Co KG. ISBN:9781614519683. مؤرشف من الأصل في 2023-10-07.
- Karlsson، Mattias (2017). Assyrian Royal Titulary in Babylonia (Manuscript). Uppsala University=. S2CID:6128352.
- Levin، Yigal (2002). "Nimrod the Mighty, King of Kish, King of Sumer and Akkad". Vetus Testamentum. ج. 52 ع. 3: 350–366. DOI:10.1163/156853302760197494.
- Liverani، Mario (2013). The Ancient Near East: History, Society and Economy. Routledge. ISBN:978-0415679060. مؤرشف من الأصل في 2025-07-12.
- Luckenbill، Daniel David (1925). "The First Inscription of Shalmaneser V". The American Journal of Semitic Languages and Literatures. ج. 41 ع. 3: 162–164. DOI:10.1086/370064. مؤرشف من الأصل في 2024-12-19.
- Maeda، Tohru (1981). ""King of Kish" in Pre-Sargonic Sumer". Orient. ج. 17: 1–17. DOI:10.5356/orient1960.17.1.
- McIntosh، Jane R. (2017). Mesopotamia and the Rise of Civilization: History, Documents, and Key Questions. ABC-CLIO. ISBN:978-1440835469. مؤرشف من الأصل في 2022-09-20.
- Miller، James Maxwell (1986). A History of Ancient Israel and Judah. Westminster John Knox Press. ISBN:978-0664223588. مؤرشف من الأصل في 2023-10-07.
- Peat، Jerome (1989). "Cyrus "King of Lands," Cambyses "King of Babylon": The Disputed Co-Regency". Journal of Cuneiform Studies. ج. 41 ع. 2: 199–216. DOI:10.2307/1359915. JSTOR:1359915.
- Raaflaub، Kurt A.؛ Talbert، Richard J. A. (2010). Geography and Ethnography: Perceptions of the World in Pre-Modern Societies. John Wiley & Sons. ISBN:978-1405191463. مؤرشف من الأصل في 2024-01-12.
- Radner، Karen (2010). "The stele of Sargon II of Assyria at Kition: A focus for an emerging Cypriot identity?" (PDF). Interkulturalität in der Alten Welt: Vorderasien, Hellas, Ägypten und die vielfältigen Ebenen des Kontakts. Harrassowitz Verlag. ISBN:978-3447061711.
- Roaf، Michael؛ Zgoll، Annette (2001). "Assyrian Astroglyphs: Lord Aberdeen's Black Stone and the Prisms of Esarhaddon". Zeitschrift für Assyriologie und Vorderasiatische Archäologie. ج. 91 ع. 2: 264–295. DOI:10.1515/zava.2001.91.2.264. S2CID:161673588.
- Russell، John Malcolm (1987). "Bulls for the Palace and Order in the Empire: The Sculptural Program of Sennacherib's Court VI at Nineveh". The Art Bulletin. ج. 69 ع. 4: 520–539. DOI:10.1080/00043079.1987.10788457.
- Selz, Gebhard J. (2016) [1st pub. 2005]. Sumerer und Akkader. Geschichte, Gesellschaft, Kultur [Sumerians and Akkadians. History, society, culture] (بالألمانية) (3rd ed.). Munich: C.H. Beck. ISBN:978-3-406-50874-5.
- Stevens، Kahtryn (2014). "The Antiochus Cylinder, Babylonian Scholarship and Seleucid Imperial Ideology" (PDF). The Journal of Hellenic Studies. ج. 134: 66–88. DOI:10.1017/S0075426914000068. JSTOR:43286072. مؤرشف من الأصل (PDF) في 2023-05-05.
- Waltke، Bruce K. (2007). A commentary on Micah. Wm. B. Eerdmans Publishing. ISBN:978-0-8028-4933-5. مؤرشف من الأصل في 2024-01-12.
- Yamada، Shigeo (2014). "Inscriptions of Tiglath-pileser III: Chronographic-Literary Styles and the King's Portrait". Orient. ج. 49: 31–50. DOI:10.5356/orient.49.31.